# Benfeita
Benfeita é uma povoação portuguesa sede da Freguesia de Benfeita do Município de Arganil, freguesia com 21,77 km² de área e 413 habitantes (censo de 2021), tendo, por isso, uma densidade populacional de 19 hab./km².
Além da sede, a Freguesia de Benfeita engloba as seguintes povoações: Deflores, Dreia, Enxudro, Luadas, Monte Frio, Pai das Donas, Pardieiros e Sardal.
A aldeia de Benfeita é uma das 27 incluídas na Rede das Aldeias do Xisto.

## Etimologia
A toponímia do nome crê-se de origem latina e do século XII. Segundo documentos datados de 1196, na Idade Média chamava-se “Bienfecta” que significa “Bem Feita”.
Segundo as pessoas mais velhas, Benfeita já teve o nome de Valverde, devido ao grande número de castanheiros que a rodeavam.
Existem algumas lendas sobre a mudança de nome. Uma conta que o nome “Benfeita” está relacionado com a construção da capela de Santa Rita, que tinha oito paredes iguais e a consideraram muito bem feita. Uma outra lenda refere a visita de senhores de um castelo à capela da Nossa Senhora da Assunção que a acharam bem feita.
Dizia-se antigamente que existia uma ligação com a origem do nome da aldeia de Monte Frio. Surge uma lenda que conta que os pastores levavam os seus rebanhos para o alto da serra e um dos sítios para onde iam era o Monte Frio. Como no alto da serra costumava estar muito frio, na vinda, os que tinham ficado na Benfeita, perguntavam aos que acabavam de regressar do Monte Frio: “Então como está lá o tempo?“. A resposta era: “Está muito frio“. O que era replicado num tom jocoso e brincalhão pelos da Benfeita: “Bienfecta” (bem feita).
Na freguesia da Benfeita os habitantes de cada localidade têm diferentes alcunhas, no caso de Benfeita, estes são conhecidos como os “Balseiros”.

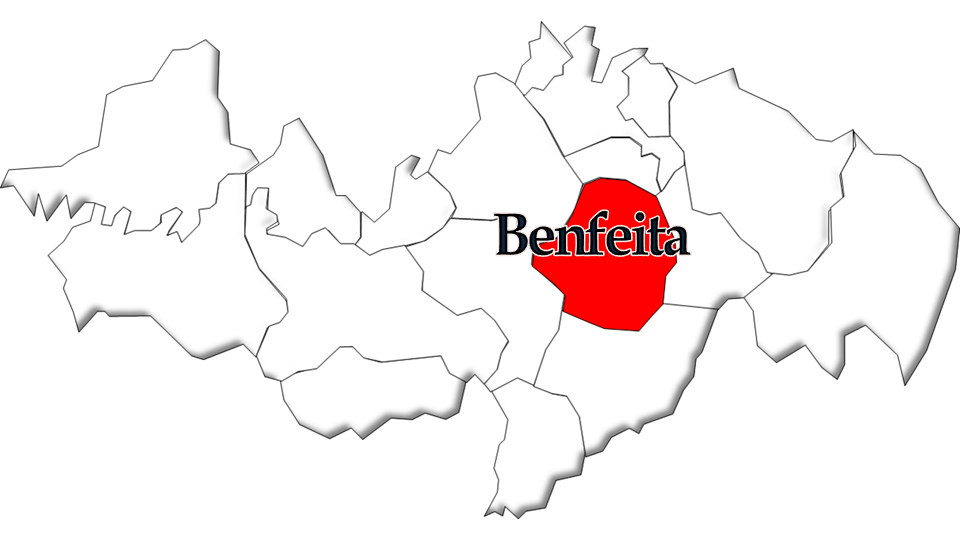
Localização da freguesia no Município de Arganil

## Demografia
A população registada nos censos foi:
| Distribuição da População por Grupos Etários | Distribuição da População por Grupos Etários | Distribuição da População por Grupos Etários | Distribuição da População por Grupos Etários | Distribuição da População por Grupos Etários |
| -------------------------------------------- | -------------------------------------------- | -------------------------------------------- | -------------------------------------------- | -------------------------------------------- |
| Ano                                          | 0-14 Anos                                    | 15-24 Anos                                   | 25-64 Anos                                   | > 65 Anos                                    |
| 2001                                         | 45                                           | 45                                           | 196                                          | 217                                          |
| 2011                                         | 27                                           | 26                                           | 147                                          | 194                                          |
| 2021                                         | 48                                           | 11                                           | 177                                          | 177                                          |

## Património
- Igreja Matriz (orago: Santa Cecília).
- Capelas da Senhora da Assunção, de Santa Rita e do Senhor dos Passos (Benfeita).
- Santuário de Nossa Senhora das Necessidades (Capelas de São Bartolomeu, da Senhora da Guia e da Senhora das Necessidades).
- Capela de Santa Maria Madalena (Deflores); Nossa Senhora da Graça (Dreia); Santo António (Enxudro); São Simão (Luadas); Milagroso Bom Jesus (Monte Frio); Nossa Senhora dos Remédios (Pai das Donas); São Nicolau (Pardieiros) e Nossa Senhora da Paz (Sardal).
- Mata da Margaraça.
- Cascata da Fraga da Pena.
- Torre da Paz

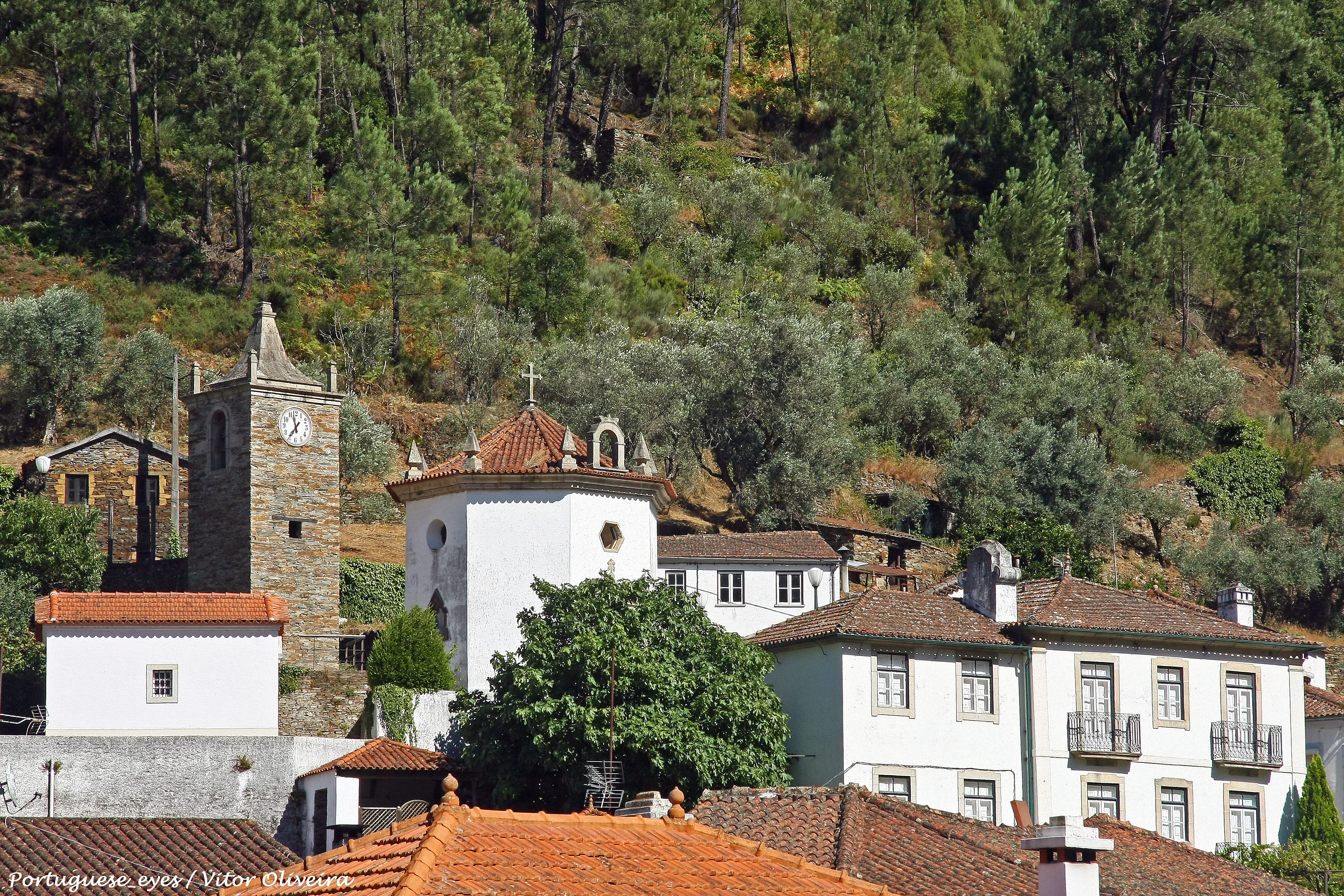
Torre da Paz

No Largo da Paz da localidade, ergue-se uma torre de Xisto, denominada "Torre da Paz" (antes conhecida como Torre Salazar), construída em 1945 por iniciativa do Dr. Mário Mathias, jurista e natural de Benfeita. A torre tem um relógio e um catavento com vários ícones. Um deles é a pomba, símbolo da Paz.
Em 7 de Maio de 1945, dia da capitulação nazi, em Rheims, França, a Torre da Paz ainda não estava totalmente concluída nem ainda 
estava instalado o seu relógio monumental, pelo que foi à mão que se tocaram as badaladas do Sino da Paz para comemorar o fim da guerra na Europa, homenagear os portugueses que combateram e faleceram na Primeira Guerra Mundial e agradecer o facto de Portugal se ter conseguido manter neutral e pacífico durante a Segunda Grande Guerra.
Como foram 1620 o número de dias que durou a Primeira Guerra Mundial (54 meses), onde participaram combatentes Benfeitenses, em Moçambique e em França, são também 1620 o número de badaladas que são tocadas todos os anos, no dia 7 de Maio, um pouco antes das 15 horas.

## Festividades
- Festa do Santíssimo Sacramento (Segundo domingo de Junho)
- Festa da Senhora da Assunção (15 de Agosto)
- Festa de Nossa Senhora das Necessidades (Primeiro domingo de Setembro)

## No cinema
Foi nesta freguesia que foi rodada a longa-metragem "Aquele Querido Mês de Agosto", do realizador Miguel Gomes. Depois de editado, o filme foi exibido em ante-estreia, em 08/08/08, às gentes da terra, na esplanada ao ar livre do Quiosque da Benfeita.